# KTHC Stadion Rot-Weiss
Der KTHC Stadion Rot-Weiss (Kölner Tennis- und Hockey-Club Stadion Rot-Weiss), gelegen im Kölner Stadtwald in der Nähe zum heute so genannten Rheinenergiestadion, zählt zu den größten Vereinen seiner Art in Köln.

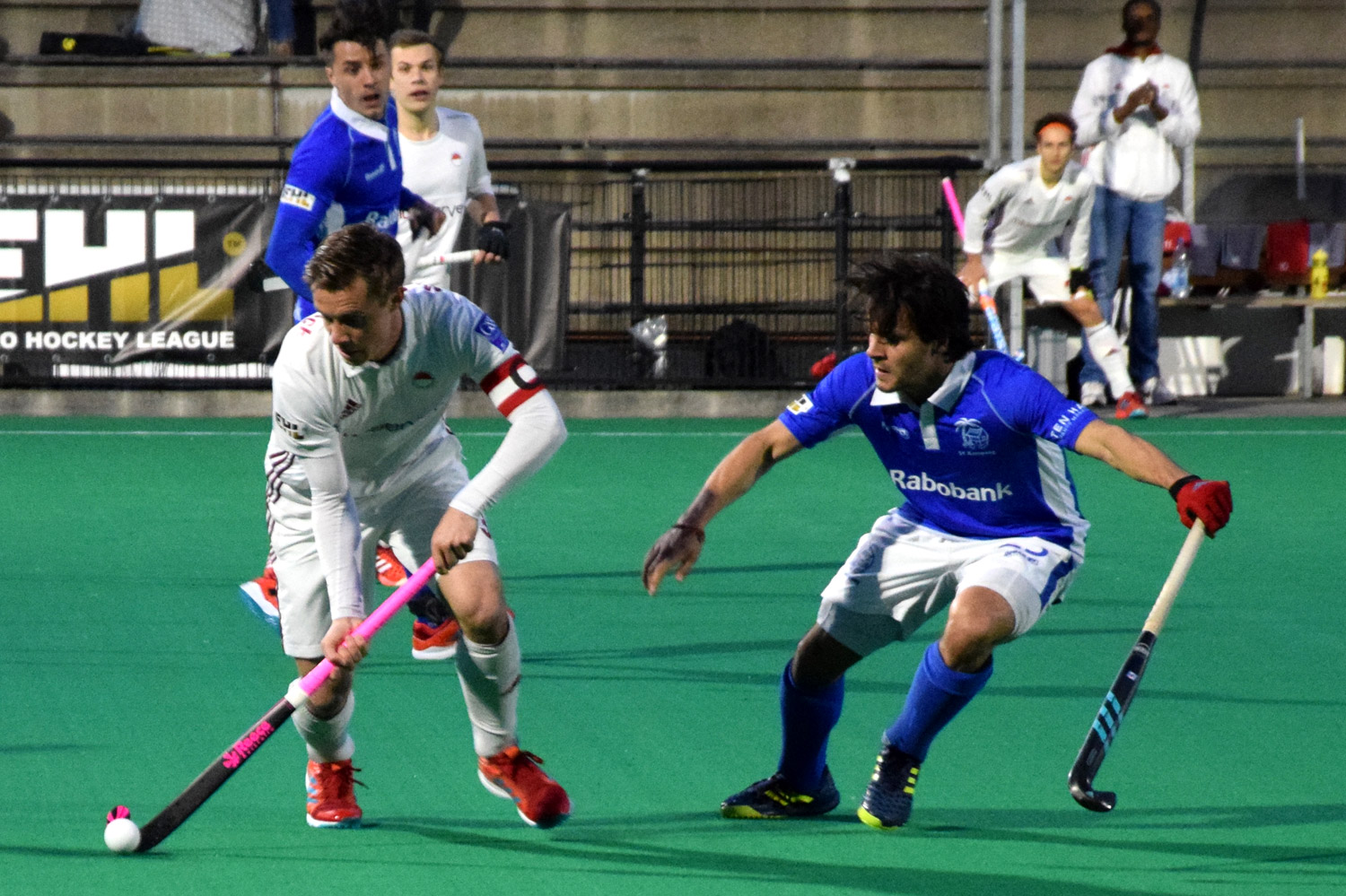
Spielszene der Achtelfinalpartie der Euro Hockey League 2017/18 Rot-Weiß Köln-SV Kampong

| Tennis-Abteilung | Tennis-Abteilung                                               | Tennis-Abteilung                                               |
| ---------------- | -------------------------------------------------------------- | -------------------------------------------------------------- |
| Spielstätten     | 15 Tennis Außenplätze Sand und Rasen Tennishalle mit 3 Plätzen | 15 Tennis Außenplätze Sand und Rasen Tennishalle mit 3 Plätzen |

## Geschichte
1906 begann der Hockeysport in Köln. Einige ehemalige Fußballspieler gründeten den Cölner Hockey Club 1906.
1910 wurde der Rheinische Hockey Club von überwiegend Handelsschülern gegründet. Da der Hockeysport zu diesem Zeitpunkt noch unbekannt war, waren beide Vereine nicht überlebensfähig, so dass 1913 ein Zusammenschluss zum Cölner Rheinischer Hockey Club erfolgte.
Im Jahr 1920 kam es zu Meinungsverschiedenheiten und zu einer Trennung. Die eine Gruppe gründete den KKHT Schwarz-Weiß Köln, die andere Gruppe den Kölner Hockey- und Tennis Club auf den Rheinterrassen in Rodenkirchen und fügte ein Jahr später die Stadtfarben Rot-Weiss hinzu. 1925 fusionierte der Verein mit dem Stadion Club Grün-Weiß in Müngersdorf zum KTHC Stadion Rot-Weiss.
Nach Ende des Zweiten Weltkrieges wurde die teilweise zerstörte Anlage wieder hergerichtet. Neuer Vorsitzender wurde Baron Friedrich Carl Freiherr von Oppenheim. Das Vereinsmitglied, der Kölner Architekt Hanns Koerfer, gestaltete die Inneneinrichtung des Clubhauses. Er war auch für die charakteristischen 1950er-Jahre-Neubauten verantwortlich, die stetig erweitert, 1996 durch das bauverantwortliche Vorstandsmitglied, den Architekten Kaspar Kraemer, wieder dem ursprünglichen Zustand angepasst renoviert und restauriert wurden.

## Tennis
1931 stellte der Verein mit Cilly Aussem die erste deutsche Wimbledonsiegerin. Ein weiteres Aushängeschild des Vereins war seit 1936 Hans „Hanne“ Nüsslein, der 1933, ’35 und ’37 dreimal Weltmeister im Profitennis wurde und Trainer zahlreicher Davis Cup Mannschaften war.
Ihm zu Ehren wurde 1980 die Hanne Nüsslein Stiftung zur Förderung des Tennisnachwuchses, gegründet. Stifter bzw. Kuratoriumsmitglieder waren u. a. Otto Wolff von Amerongen, Claus Stauder und Jochen Grosse.
Über Jahre hinweg bildeten Spieler der ersten Herren-Mannschaft des Rot-Weiss das Gerüst des Deutschen Davis-Cup-Teams. Viele große nationale und internationale Turnierveranstaltungen fanden auf der Anlage des Rot-Weiss statt. So war der Club viele Male Ausrichter von Davis-Cup-Begegnungen, den Internationalen Deutschen Tennis-Jugendmeisterschaften und dem ATP-Herren-Profi-Turnier, den Pohland-Cup.
2014 glückte der 1. Herrenmannschaft der Aufstieg in die 1. Tennis-Bundesliga. Seitdem unterstützen Spieler wie Benoît Paire, Dustin Brown und Andreas Mies das Rot-Weiss Team.
2019 gelang dem Rot-Weiss Spieler Andreas Mies mit seinem Partner Kevin Krawietz der überraschende Sieg bei den French Open. Den Grand Slam Sieg in der Doppelkonkurrenz konnten sie im Folgejahr verteidigen.

## Hockey
Wurde früher vor allem die Tennisabteilung mit dem sportlichen Erfolg von Rot-Weiss in Verbindung gebracht, so entwickelte sich später immer mehr die Hockey-Abteilung zum sportlichen Aushängeschild des Clubs. Zahlreiche Spieler des Rot-Weiss trugen bereits bei 12 Olympischen Spielen das Trikot der Nationalmannschaft und waren an 6 Gold-, 2 Silber- und 4 Bronze-Medaillen maßgeblich beteiligt.
Bei zwei großen Events in der Vergangenheit stand der Club für jeweils 14 Tage im Focus der internationalen Hockeywelt. Im Sommer 1999 fand vor über 25.000 Besuchern die 5. Feldhockey-Europameisterschaft der Damen auf der Clubanlage in Müngersdorf statt. 2002 wurde die GEW Champions Trophy der Herren vor rund 40.000 Besuchern beim KTHC Stadion Rot-Weiss ausgetragen.
Die Hockey-Mannschaften des Clubs konnten bisher zahlreiche Deutsche Meistertitel in die Domstadt holen. Die erste Herrenmannschaft ist zudem 9-facher Hallen-Europapokalsieger der Landesmeister (1990, 1991, 1993, 1994, 1995, 1996, 2010, 2013, 2018), und die erste Damenmannschaft hat in der Saison 1998/99 das geschafft, was bis dahin noch keiner anderen deutschen Mannschaft überhaupt gelang. Den Gewinn der Meisterschaft, des Pokals und des Europapokals der Landesmeister in nur einer Saison. Abgerundet wurde dieses „Meisterjahr“ der Damen mit dem Gewinn des Europapokals der Pokalsiegerinnen im Jahr 2000 auf eigener Anlage. In der Hallensaison 2011/2012 haben erstmals in der Clubgeschichte sowohl die Damen als auch die Herren den Meistertitel errungen. 2017 gewannen die Herren erstmals in der Vereinsgeschichte den EHL-Titel und 2018 auch den EHL Indoor-Titel.

### Damen
- 5 × Deutscher Feldhockey-Meister (1998, 2003, 2007, 2012, 2014)
- 2 × Deutscher Hallenhockey-Meister (1965, 2012)
- 1 × Champions Cup Feld (1999)
- 1 × Cup Winners Cup Feld (2000, 2016)

### Herren
| Europapokalbilanz Herren Feld | Europapokalbilanz Herren Feld | Europapokalbilanz Herren Feld | Europapokalbilanz Herren Feld | Europapokalbilanz Herren Feld |
| Jahr                          | Wettbewerb                    | Niveau                        | Platz                         | Ort                           |
| ----------------------------- | ----------------------------- | ----------------------------- | ----------------------------- | ----------------------------- |
| 1973                          | Club Champions Cup            | 1                             | 3                             | Frankfurt                     |
| 1974                          | Club Champions Cup            | 1                             | 3                             | Utrecht                       |
| 1975                          | Club Champions Cup            | 1                             | 5                             | Frankfurt                     |
| 1991                          | Cup Winners Cup               | 1                             | 4                             | Terrassa                      |
| 1993                          | Cup Winners Cup               | 1                             | 4                             | Birmingham                    |
| 2010                          | Euro Hockey League            | 1                             | VF                            | Rotterdam                     |
| 2011                          | Euro Hockey League            | 1                             | AF                            | Bloemendaal                   |
| 2013                          | Euro Hockey League            | 1                             | 4                             | Bloemendaal                   |
| 2014                          | Euro Hockey League            | 1                             | AF                            | Eindhoven                     |
| 2015                          | Euro Hockey League            | 1                             | VF                            | Bloemendaal                   |
| 2016                          | Euro Hockey League            | 1                             | VF                            | Amstelveen                    |
| 2017                          | Euro Hockey League            | 1                             | 1                             | Brasschaat                    |
| 2018                          | Euro Hockey League            | 1                             | AF                            | Rotterdam                     |
| 2019                          | Euro Hockey League            | 1                             | 2                             | Eindhoven                     |

- 11 × Deutscher Feldhockey-Meister (1972, 1973, 1974, 2009, 2010, 2013, 2015, 2016, 2021, 2022, 2023)
- 11 × Deutscher Hallenhockey-Meister (1974, 1978, 1986, 1989, 1992, 1993, 1995, 2009, 2012, 2017, 2020)
- 8 × Champions Cup (Europacup der Landesmeister) Halle (1990, 1991, 1993, 1994, 1995, 1996, 2010, 2018)
- 1 × Euro-Hockey-League-Meister (2017)

## Belege
1. ↑  Hajo Steinert / Gabi Langen: 100 Jahre KTHC Rot-Weiss 1906-2006. Hrsg.: KTHC Rot-Weiss. Frieling-Verlag Berlin, ISBN 3-8280-2299-5.
2. ↑  Hockey-Historie. rot-weiss-koeln.de, abgerufen am 29. Januar 2021.
3. ↑   Zusammenstellung aus EHF-Handbook 2016 (Memento vom 14. März 2016 im Internet Archive)

Mannheimer HC |
Düsseldorfer HC |
Der Club an der Alster |
Rot-Weiss Köln |
Harvestehuder THC |
Großflottbeker THGC |
Münchner SC |
Uhlenhorster HC |
Berliner HC |
TSV Mannheim |
Bremer HC |
Zehlendorfer Wespen
Nord:
Bremer HC |
Club an der Alster |
Eintracht Braunschweig |
Großflottbeker THGC |
Harvestehuder THC |
Uhlenhorster HC
Ost:
ATV Leipzig |
Berliner HC |
Berliner SC |
TC Blau-Weiss |
TuS Lichterfelde |
Zehlendorfer Wespen
Süd:
Feudenheimer HC |
HC Ludwigsburg |
HG Nürnberg |
Mannheimer HC |
TSV Mannheim |
Münchner SC
West:
Bonner THV |
Club Raffelberg |
DS Düsseldorf |
Düsseldorfer HC |
Rot-Weiss Köln |
Uhlenhorst Mülheim
Nord:
Club an der Alster |
DTV Hannover |
Großflottbeker THGC |
Hamburger Polo Club |
Harvestehuder THC |
Uhlenhorster HC
Ost:
Berliner HC |
Cöthener HC 02 |
HC Roseneck |
TC Blau-Weiss Berlin |
TuS Lichterfelde |
Zehlendorfer Wespen
Süd:
HC Ludwigsburg |
HTC Stuttgarter Kickers |
Mannheimer HC |
Münchner SC |
SC Frankfurt 1880 |
TSV Mannheim
West:
Crefelder HTC |
DS Düsseldorf |
Gladbacher HTC |
Kölner HTC Blau-Weiss |
Rot-Weiss Köln |
Uhlenhorst Mülheim
Berliner HC |
Crefelder HTC |
Club an der Alster |
Großflottbeker THGC |
Hamburger Polo Club |
Uhlenhorster HC |
Harvestehuder THC |
KTHC Stadion Rot-Weiss |
Mannheimer HC |
TSV Mannheim |
Uhlenhorst Mülheim |
Münchner SC
TC Bredeney |
TK Grün-Weiss Mannheim |
TC Großhesselohe |
Badwerk Gladbacher HTC |
Kurhaus Lambertz Aachen |
Kölner THC Stadion RW |
Team Marc O’Polo Rosenheim |
Frankfurter TC Palmengarten |
Tennis Ewige Liebe Neuss |
Blau-Weiss Aachen
Koordinaten: 50° 56′ 5,9″ N, 6° 52′ 43,9″ O